# Waddesdon Manor

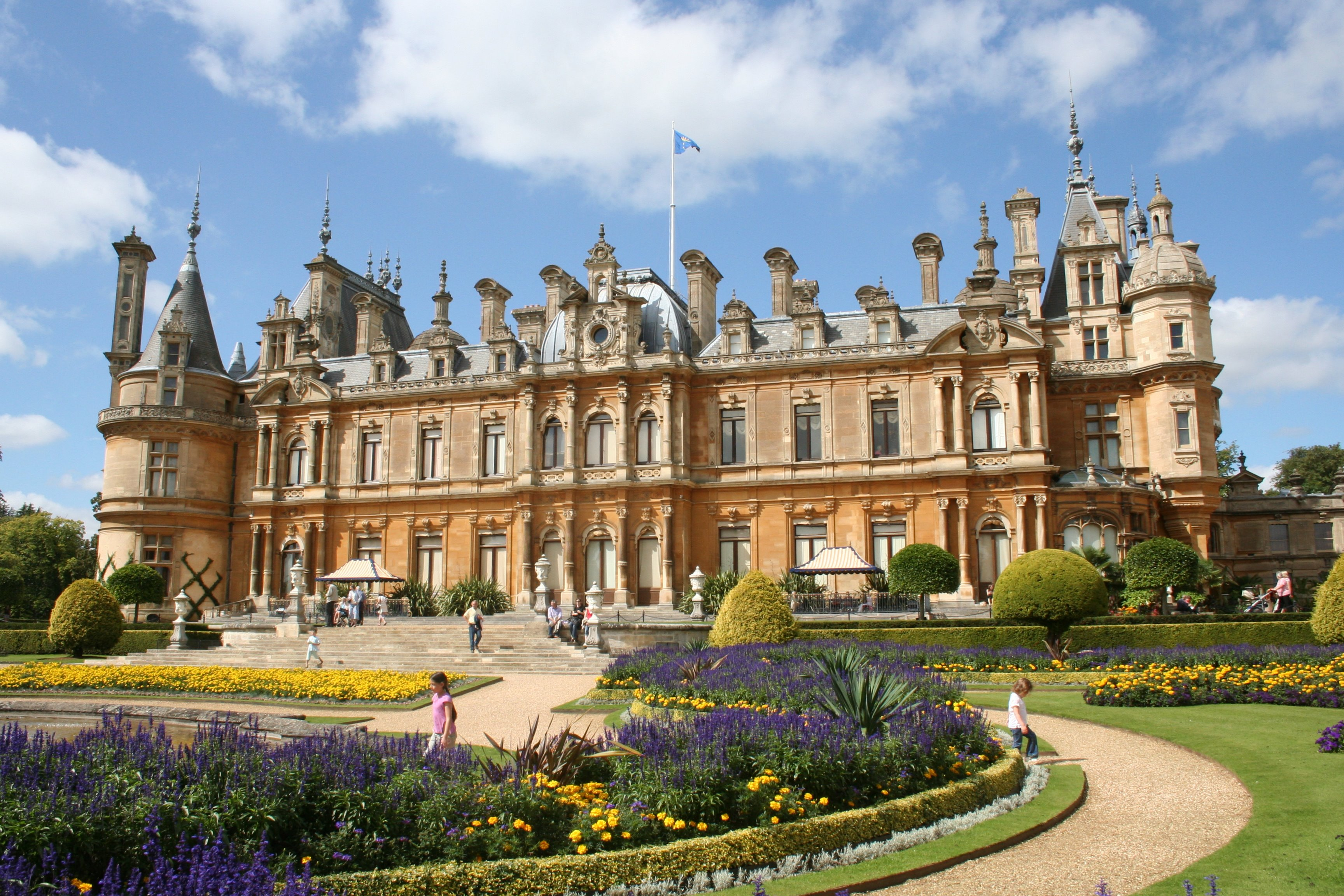
Waddesdon Manor

Waddesdon Manor ist ein Schloss-Ensemble in Waddesdon, Buckinghamshire, England, das 1874 bis 1889 durch den Architekten Gabriel-Hippolyte Destailleur für Baron Ferdinand von Rothschild erbaut wurde.
2019 wurde Waddesdon Manor von rund 463.000 Personen besucht.

## Überblick

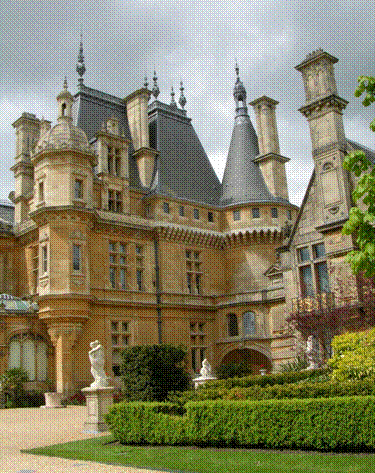
Waddesdon Manor – Die Türme des Westflügels

1874 erwarb Ferdinand das Gelände zwischen Aylesbury und Bicester. Aufgrund  weiterer Anwesen des englischen Zweiges der Rothschilds wird die Gegend um Buckingham in Buckinghamshire und Bicester in Oxfordshire auch Rothschildshire genannt. 
1874 während der Agrarkrise im letzten Drittel des 19. Jahrhunderts im Vereinigten Königreich von Großbritannien und Irland kam das Anwesen auf den Markt. John Spencer-Churchill, 7. Duke of Marlborough, war – wie viele andere Grundbesitzer – aus Liquiditätsgründen zu Notverkäufen von Grund und Boden gezwungen. In den folgenden Jahren wurden ebenfalls viele der im 18. Jahrhundert stark gewachsenen Kunstsammlungen des britischen Adels zum Verkauf angeboten. Einige der bedeutendsten Sammlungen bildeten den Grundstock der Sammlung des Ferdinand von Rothschild in Waddesdon.
Nach dem Tod seiner Frau, die 1866 zusammen mit dem Kind bei der Niederkunft starb, zog sich Ferdinand aus dem Bankgeschäft zurück und verkaufte seine Anteile nach dem Tod des Vaters. Er heiratete nicht wieder und widmete sich ganz dem Aufbau der Kunstsammlung. 
Ferdinand hinterließ das Anwesen 1898 seiner unverheirateten Schwester Alice Charlotte von Rothschild, während die Kunst- und Waffensammlung an das Britische Museum ging. Sie sind heute als The Waddesdon Bequest (Waddesdon-Vermächtnis) bekannt.
Alice vererbte das Schloss an ihren Großneffen James Armand von Rothschild, der es bei seinem Tode 1957 zusammen mit 120 Acres Grund dem National Trust vermachte, um es der Nachwelt zu erhalten und der Öffentlichkeit zugänglich zu machen. Es kann heute einschließlich der Sammlungen und Gärten besichtigt werden.

## Baugeschichte

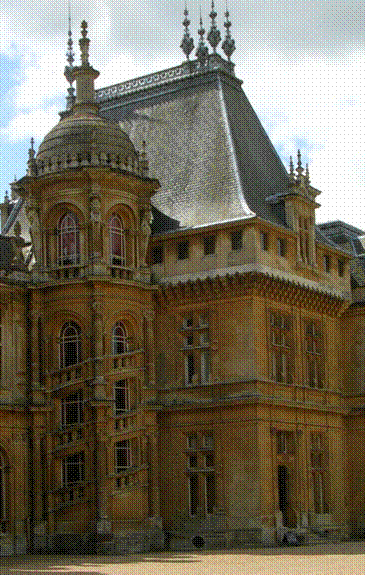
Waddesdon Manor – eines der beiden Treppenhäuser, nach dem Vorbild des Château de Chambord

Erbaut wurde es vom Architekten Gabriel-Hippolyte Destailleur für Baron Ferdinand von Rothschild in den Jahren 1874 bis 1883 im Stil eines französischen Renaissanceschlosses. Das Gebäude reiht sich stilistisch in die Tradition des Goût Rothschild ein, die für die Familie typische Spielart des Historismus, und folgt damit: 
- dem Umbau des Rothschild-Palais Nr. 15 in Frankfurt/M. für Baron Mayer Carl von Rothschild ab 1846 durch Friedrich Rumpf
- den Mentmore Towers 1852 bis 1854 in Buckinghamshire für Baron Meyer Amschel von Rothschild durch Joseph Paxton und George Henry Stokes
- dem Schloss Ferrières bei Paris 1855 bis 1859 für Baron James von Rothschild
- dem Maison de Rothschild 1858 in Pregny-Chambésy ebenfalls durch Paxton und Stokes

Waddeston Manor ist ein weiteres Beispiel für die Verwendung von architektonischen Versatzstücken aus verschiedenen Stilepochen, wie der französischen Renaissance, des französischen Louis-quatorze und des Louis-seize. Die dabei gewählten Elemente werden zu einer eklektizistischen Einheit addiert. Für den großen Garten war der Englische Landschaftspark Vorbild.

## Sammlungsgeschichte
Hier konnte Baron von Rothschild als begeisterter All-Round-Sammler seine Sammlung französischer Einrichtungsgegenstände, seine Porzellansammlung und seine Sammlung englischer Porträts in einer dem Wert entsprechenden „Galerie“ ausstellen. Dabei konnte er auch die Sammlung seines Vaters Anselm von Rothschild integrieren. Nach 1874 erwarb Ferdinand von Rothschild unter anderem bedeutende Sammlungen des Duke of Hamilton, des Duke of Buccleuch, des Duke of Devonshire, des John Poyntz Spencer, 5. Earl Spencer und Earl FitzWilliam.
Neben den Sammlungen von Richard Charles Seymour-Conway, 3. Marquess of Hertford, John Julius Angerstein und Sir Francis Baring, 1. Baronet gehört die Sammlung der Familie Rothschild in Waddesdon zu den bedeutendsten des 19. Jahrhunderts in England.

## Garten
Der Garten wurde unter anderen 1874 durch James Pulham gestaltet.